# VSR
VSR (англ. Volume Search Radar, «радар объёмного обзора», общевойсковые индексы — AN/SPY-1E и AN/SPY-2) — американская корабельная радиолокационная станция L-диапазона фирмы Lockheed.

## История
Разрабатывалась для размещения на перспективных кораблях проектов CV(X), CG(X), DD(X). Вместе в радаром AN/SPY-3 фирмы Raytheon интегрированы в двухдиапазонную радиолокационную систему DBR, предназначенную для эсминцев типа «Замволт» и авианосцев типа «Джеральд Форд».

## Устройство
Имеет три активные твердотельные фазированные решётки, расположенные по азимуту под углом около 120°, которые вместе охватывают всю верхнюю пространственную полусферу.

## Назначение
В функции радара входит:
- Дальний обзор и целеуказание другим радарам и системам оружия;
- Заатмосферный обзор, обнаружение баллистических ракет;
- Обнаружение низколетящих целей;
- Сопровождение в процессе сканирования;

Вес антенны — 10 200 кг, вес подпалубного оборудования — 28 500 кг.

## Установка на кораблях
Планируется оснащение VSR следующих кораблей ВМС США:
Находятся в постройке
- Авианосцы типа «Джеральд Р. Форд»